# Hans Krüger (músico)
Hans Krüger, cuyo nombre completo es Hans Ananda Krüger López, es un músico y productor musical español.
Ha realizado cientos de producciones para grupos musicales como Delorean, Twelve Dolls, 121dB, Half Foot Outside, Pretty Becky, Polock, Me and the bees, Los Ginkas, Radiofunkens, Brian Hunt, Templeton, El Columpio Asesino, Kioto, The Foralettes, Cordura o Antiguaybarbuda entre muchos desde sus propios estudios Estudios Montreal (ubicados en Subiza, Navarra) como en ajenos editando sus trabajos realizados en decenas de sellos discográficos como Mushroom Pillow, Matador Records, True Phanter Sounds, Subterfuge, Modular Records, Underhill Records o Limbo Starr entre otros.